# Prva liga NS BiH
La Prva nogometna liga Bosne i Hercegovine (abbreviata in Prva liga NS BiH) è stata una competizione per di squadre calcio della Bosnia ed Erzegovina, era gestita dalla Federazione calcistica della Bosnia ed Erzegovina (NS BiH) ed è stato uno dei campionati disputati dalle tre comunità dello Stato nel periodo che è andato dalla dissoluzione della Jugoslavia (1992) alla nascita della Premijer Liga Bosne i Hercegovine (il campionato unificato, 2000).
La Prva liga NS BiH era organizzata dalla comunità musulmana, ovvero i Bosgnacchi, mentre i Croati gestivano la Prva liga Herceg-Bosne ed i Serbi la Prva liga Republike Srpske.

## Storia
Subito dopo la dissoluzione della Jugoslavia non ci sono state competizioni a causa della guerra in Bosnia ed Erzegovina. Con gli accordi di Dayton è venuta la possibilità di organizzare tornei sportivi, la prima edizione della Prva liga HS BiH è stata nel 1994, quando 22 squadre, divise in 4 gironi, si sono contese il titolo, ma già dalla edizione successiva è stato trovato il format definitivo: girone unico a 16 squadre.
La Federazione calcistica della Bosnia ed Erzegovina è stata riconosciuta dalla FIFA nel 1996 e dalla UEFA nel 1998 (unica fra tre le federazioni del Paese), ma per poter partecipare alle coppe europee era necessaria l'unione. Il primo tentativo è stato nel 1998 quando sono stati disputati i play-off fra le migliori squadre dell'etnia musulmana e di quella croata, mentre nel 1999 non è stato trovato l'accordo fra le due federazioni. Nel 2000 sono tornati i play-off ed è stata decisa l'unificazione delle due leghe.
Con la fusione nel 2000 nasce la Premijer liga Federacije BiH (massimo campionato della Federazione BiH, ovvero delle comunità musulmana e croata unite) e Prva liga NS BiH con Prva liga Herceg-Bosne cessano di esistere. Con l'entrata delle compagini delle Repubblica Srpska nel 2002 viene creata la Premijer Liga Bosne i Hercegovine, il campionato della Bosnia Erzegovina finalmente unificato.
La competizione di coppa ufficiale era la Kup NS BiH che nel 2000 è confluita nella Kup Bosne i Hercegovine.

## Albo d'oro

### Prva liga NS BiH
| Stagione | Vincitore       | Capocannoniere | Capocannoniere                 | Capocannoniere               | Squadre | Formula      |
| Stagione | Vincitore       | Reti           | Giocatore                      | Squadra                      | Squadre | Formula      |
| -------- | --------------- | -------------- | ------------------------------ | ---------------------------- | ------- | ------------ |
| 1994-95  | Čelik Zenica    | ?              | ?                              | ?                            | 22      | 4 gironi     |
| 1995-96  | Čelik Zenica    | 27             | Amir Osmanović                 | (Radnički Lukavac)           | 16      | girone unico |
| 1996-97  | Čelik Zenica    | 17             | Nermin Vazda                   | (Bosna Visoko)               | 16      | girone unico |
| 1997-98  | Bosna Visoko    | 19             | Nermin Vazda Nermin Hajdarević | (Željezničar) (Čelik Zenica) | 16      | girone unico |
| 1998-99  | Sarajevo        | 19             | Nermin Vazda                   | (Željezničar)                | 16      | girone unico |
| 1999-00  | Jedinstvo Bihać | 25             | Asmir Džafić Džemal Smječanin  | (Velež Mostar) (Đerzelez)    | 16      | girone unico |

### Play-off
Torneo disputato fra le migliori squadre della Prva liga NS BiH e della Prva liga Herceg-Bosne. Nel 1999 non è stato trovato l'accordo fra le due federazioni.
| Stagione | Vincitore     | Capocannoniere | Capocannoniere                              | Capocannoniere                                    | Squadre       | Formula                  |
| Stagione | Vincitore     | Reti           | Giocatore                                   | Squadra                                           | Squadre       | Formula                  |
| -------- | ------------- | -------------- | ------------------------------------------- | ------------------------------------------------- | ------------- | ------------------------ |
| 1998     | Željezničar   | 3              | Stanko Bubalo Hadis Zubanović               | (Široki Brijeg) (Željezničar)                     | 6             | 2 triangolari + finale   |
| 1999     | Non disputato | Non disputato  | Non disputato                               | Non disputato                                     | Non disputato | Non disputato            |
| 2000     | Brotnjo       | 5              | Zikret Kuljaninović Alen Škoro Halim Stupac | (Budućnost Banovići) (Sarajevo) (Jedinstvo Bihać) | 8             | 2 quadrangolari + finale |